# Best Harvest
『Best Harvest』（ベスト・ハーベスト）は、日本のシンガーソングライターである玉置浩二の3作目のベスト・アルバム。
2003年5月21日にBMGファンハウスからリリースされた。ベスト・アルバムとしては『田園 KOJI TAMAKI BEST』（1998年）からおよそ5年振りのリリースとなった。
1998年から2001年までのBMGファンハウス在籍時にリリースされたシングルおよび7枚目のアルバム『GRAND LOVE』（1998年）、セルフカバー・アルバム『ワインレッドの心』（1999年）8枚目のアルバム『ニセモノ』（2000年）、9枚目のアルバム『スペード』（2001年）の楽曲から玉置自身が選曲を行っている。

## 収録曲
| #         | タイトル                           | 作詞             | 作曲                 | 編曲                         | 時間  |
| --------- | ---------------------------------- | ---------------- | -------------------- | ---------------------------- | ----- |
| 1.        | 「ルーキー」                       | 玉置浩二         | 玉置浩二             | 玉置浩二                     | 3:06  |
| 2.        | 「願い」                           | 玉置浩二         | 玉置浩二、安藤さと子 | 玉置浩二                     | 3:19  |
| 3.        | 「HAPPY BIRTHDAY〜愛が生まれた〜」 | 玉置浩二         | 玉置浩二             | 玉置浩二                     | 4:41  |
| 4.        | 「GRAND LOVE」                     | 玉置浩二         | 玉置浩二             | 玉置浩二                     | 3:17  |
| 5.        | 「愛だったんだよ」                 | 玉置浩二         | 玉置浩二             | 玉置浩二                     | 4:46  |
| 6.        | 「ワインレッドの心」               | 井上陽水         | 玉置浩二             | 竹内純                       | 4:27  |
| 7.        | 「悲しみにさよなら」               | 松井五郎         | 玉置浩二             | 竹内純                       | 4:50  |
| 8.        | 「夏の終りのハーモニー」           | 井上陽水         | 玉置浩二             | 竹内純                       | 4:04  |
| 9.        | 「虹色だった」                     | 玉置浩二、須藤晃 | 玉置浩二             | 玉置浩二                     | 4:05  |
| 10.       | 「凡人」                           | 玉置浩二         | 玉置浩二             | 玉置浩二                     | 2:17  |
| 11.       | 「aibo」                           | 玉置浩二         | 玉置浩二             | 玉置浩二                     | 3:51  |
| 12.       | 「常夜灯」                         | 玉置浩二、須藤晃 | 玉置浩二             | 玉置浩二                     | 4:01  |
| 13.       | 「淋しんぼう」                     | 玉置浩二、須藤晃 | 玉置浩二             | 玉置浩二                     | 4:14  |
| 14.       | 「このリズムで」                   | 玉置浩二         | 玉置浩二             | 玉置浩二、矢萩渉、安藤さと子 | 3:16  |
| 15.       | 「甘んじて受け入れよう」           | 玉置浩二         | 玉置浩二             | 玉置浩二、矢萩渉、安藤さと子 | 3:16  |
| 16.       | 「どうなってもいい」               | 玉置浩二         | 玉置浩二             | 玉置浩二、矢萩渉、安藤さと子 | 3:17  |
| 17.       | 「君だけを」                       | 玉置浩二         | 玉置浩二             | 玉置浩二、矢萩渉、安藤さと子 | 3:34  |
| 合計時間: | 合計時間:                          | 合計時間:        | 合計時間:            | 合計時間:                    | 64:21 |

## スタッフ・クレジット

### 参加ミュージシャン
- 玉置浩二 – ボーカル、ドラムス、ベース、パーカッション、ギター
- 安藤さと子 – キーボード
- 矢萩渉 – ギター

### 制作スタッフ
- 玉置浩二 – プロデューサー
- 高松明治 – レコーディング・エンジニア、ミキシング・エンジニア
- 長島道秀 – レコーディング・エンジニア、ミキシング・エンジニア
- 藤田厚生 – マスタリング・エンジニア
- 堀内寿哉 – マスタリング・エンジニア
- 石橋香 – マスタリング・エンジニア

### 美術スタッフ
- 吉田恒星 – 写真撮影
- 粂明仁 – デザイン
- 石川明宏 – アートワーク・コーディネーター

### その他スタッフ
- いからしりえ – マネージメント・デスク
- ささきこうた – ファンクラブ
- 内田宣政 – チーフA&R
- 栗本斉 – A&R
- 神田史朗 – セールス・プロモーター
- 金子洋明 – エグゼクティブ・プロデューサー
- 新田和長 – エグゼクティブ・プロデューサー
- 須藤晃 – スペシャル・サンクス
- 田中裕二 – スペシャル・サンクス
- 六土開正 – スペシャル・サンクス
- 竹内ストリングス – スペシャル・サンクス

## チャート
| チャート         | 最高順位 | 登場週数 | 売上数  | 出典  |
| ---------------- | -------- | -------- | ------- | ----- |
| 日本（オリコン） | 65位     | 6回      | 1.0万枚 | [ 1 ] |

## リリース日一覧
| No. | 地域 | リリース日    | レーベル        | 規格 | カタログ番号  | 備考 | 出典        |
| --- | ---- | ------------- | --------------- | ---- | ------------- | ---- | ----------- |
| 1   | 日本 | 2003年5月21日 | BMGファンハウス | CD   | FHCF-2533     |      | [ 2 ] [ 3 ] |
| 2   | 台湾 | 2003年        | BMG台湾         | CD   | 82876-51976-2 |      |             |